# Teleobiettivo

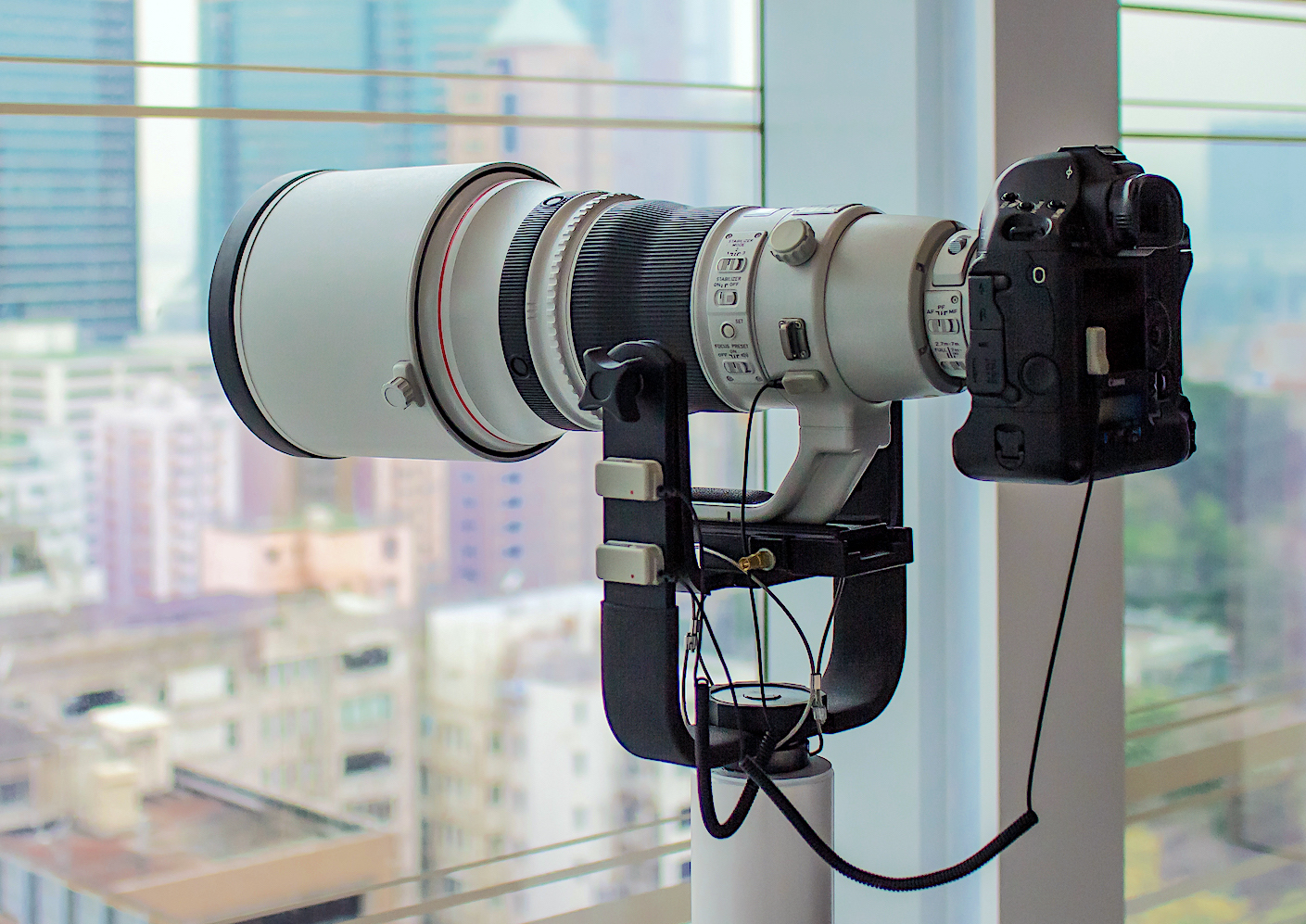
Teleobiettivo su stativo

Il teleobiettivo è inteso, nel gergo comune cine-fotografico, come un'ottica per riprese da lontano, con lunghezza focale significativamente maggiore dell'obiettivo normale (cioè, maggiore della diagonale del fotogramma). Viene anche chiamato mediotele, tele o supertele, in base alla maggiore focale.

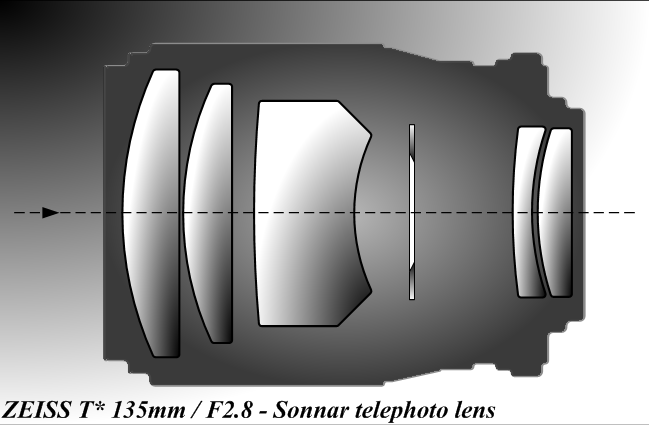
Schema a teleobiettivo

Tuttavia, in ottica, il teleobiettivo è un particolare schema usato per accorciare le dimensioni fisiche degli obiettivi a lunga e lunghissima focale, dove il significato proprio del termine, descrive un sistema ottico con l'aggiunta di un gruppo divergente (o negativo), posto dietro al gruppo ottico convergente (o positivo) principale. Il risultato è sempre quello di uno schema totale positivo-convergente, ma con una lunghezza fisica anche molto inferiore a quella analoga ad un classico schema semplice. 
Il concetto di questo schema venne descritto per la prima volta nel 1611 da Keplero, nell'opera Dioptrice e reinventato in seguito, indipendentemente, da altri.

## Tipologie
In base alla terminologia gergale, a seconda del tipo di schema ottico, è possibile distinguere più propriamente questi obiettivi, come: a lunga focale, teleobiettivi e catadiottrici.

### A lunga focale

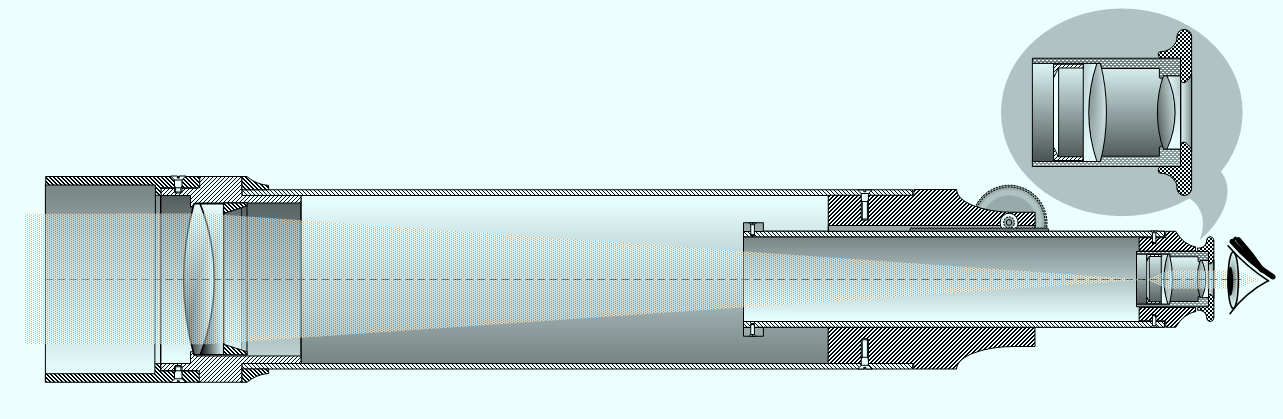
Telescopio Kepleriano

Si dicono obiettivi a lunga focale, quelli formati da un semplice gruppo diottrico convergente, tipicamente da un doppietto acromatico, come vengono usati nei cannocchiali di Galilei e in molti telescopi rifrattori. Sono di costruzione semplice ed economica, ma presentano lo svantaggio di avere un ingombro pari alla loro lunghezza focale e per questo risultano poco ergonomici e quindi meno diffusi in campo cine-fotografico.

### Teleobiettivi
I teleobiettivi, propriamente detti, sono formati da un gruppo anteriore convergente e da un gruppo posteriore divergente, con la funzione di ridurne l'ingombro effettivo. È normalmente il tipo più diffuso. Lo schema venne inventato da Francesco Negri, fotografo italiano attivo dal Ottocento al Novecento e poi ripreso da altri.

### Catadiottrici

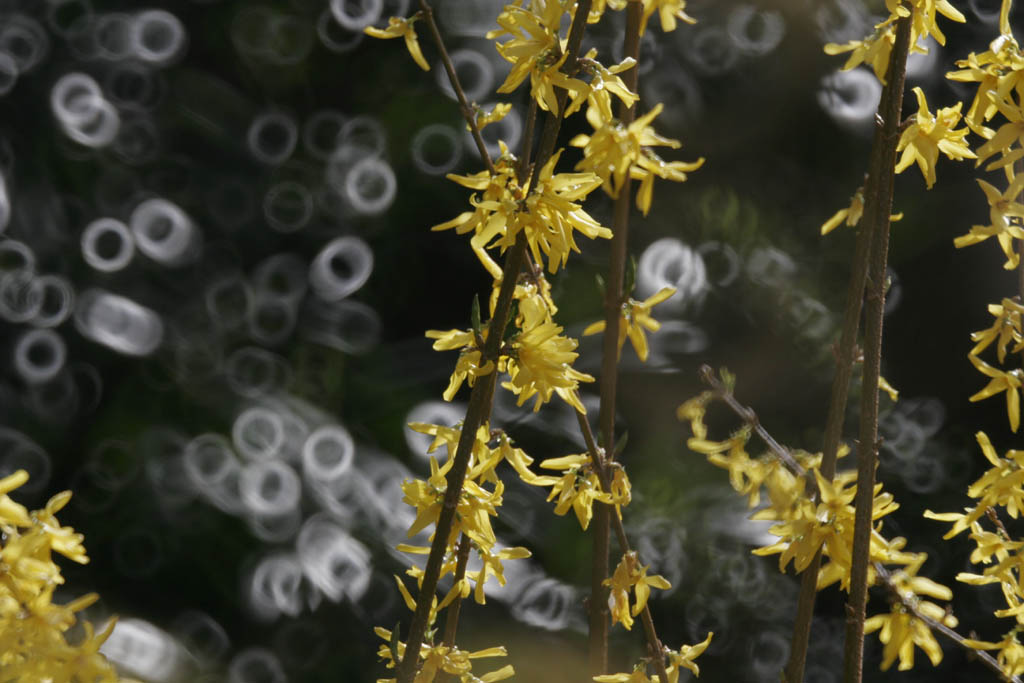
Punti luce ad anello

I catadiottrici usano un misto di specchi e lenti per formare l'immagine, sullo schema del telescopio riflettore Cassegrain. Hanno dimensioni molto contenute, rispetto alla loro lunghezza focale, ma spesso una luminosità ridotta e senza la possibilità di regolare un diaframma. 
Il loro bokeh tipico è quello ad anelli di luce, invece che a dischi, molto caratteristico e talvolta poco desiderato.

## Caratteristiche e applicazioni

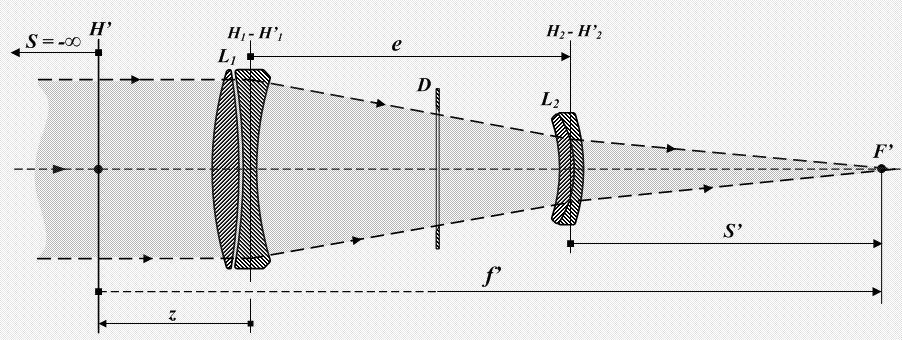
Sezione trasversale tipica del teleobiettivo.
L1 - Gruppo ottico positivo
L2 - Gruppo ottico negativo
D - Diaframma
f' - Lunghezza focale equivalente del sistema ottico complessivo
e - Distanza tra i gruppi ottici

Lo schema opposto al teleobiettivo, detto teleobiettivo invertito o retrofocus, viene obbligatoriamente usato negli obiettivi grandangolari per fotocamere con tiraggio maggiore (tipo reflex), poiché consente di avere obiettivi fisicamente più lunghi della lunghezza focale effettiva, solitamente troppo corta se pari o inferiore alla diagonale del fotogramma. Questo viene ottenuto anteponendo alle lenti principali convergenti, una lente, o un gruppo ottico, divergente; esattamente nel modo opposto allo schema teleobiettivo. 
Il teleobiettivo, inteso come obiettivo a più lunga focale rispetto alla diagonale del fotogramma, ha la funzione fondamentale di ingrandire il soggetto nell'inquadratura, quindi di “avvicinarlo” se è troppo lontano, o di mettere in evidenza i dettagli, quando è abbastanza vicino. Il tele è molto indicato per tutte quelle situazioni in cui non è possibile avvicinarsi al soggetto, come nella fotografia sportiva o nella fotografia naturalistica (tipo i fotosafari), in quanto consente buone riprese ad animali troppo pericolosi o paurosi. Per questo tipo di applicazioni, i fotografi semiprofessionisti e professionisti usano spesso teleobiettivi (o zoom) con lunghezze focali molto lunghe (< di 300 mm eq), detti supertele. Per motivi analoghi, il tele viene spesso usato dai paparazzi o in certo reportage, per effettuare "scatti rubati", ovvero realizzati senza che il soggetto si renda conto di essere ripreso, mantenendone, fondamentalmente, la spontaneità. L'ingrandimento però produce un effetto che è diverso da quello che si otterrebbe avvicinandosi al soggetto, cambiando la prospettiva (il punto di vista); così, i diversi piani presenti nella profondità della scena, che entrano nell'inquadratura, ora appaiono «più vicini tra loro» di quanto non apparirebbero avvicinandosi realmente al soggetto, e ciò genera un effetto ottico detto “schiacciamento dei piani”. Tuttavia, in molti casi, ormai, l'effetto di schiacciamento può trasmettere allo spettatore la sensazione di una scena spiata di nascosto, dato il largo uso fatto dai giornali scandalistici e dai paparazzi, nelle foto ottenute con queste tecniche. 
Nelle riprese architettoniche, il teleobiettivo viene usato spesso per la documentazione di dettagli, ma anche per le riprese totali di edifici, quando sia possibile allontanarsi a sufficienza, per conferire un aspetto maestoso al soggetto. In questo caso è anche possibile evitare le distorsioni tipiche del grandangolo. 
L'ingrandimento del tele, tende a ridurre la profondità di campo, rispetto agli obiettivi con focale più corta. Perciò, spesso il mediotele viene utilizzato per il ritratto, soprattutto a mezzo busto o per il primo piano, nel caso in cui l'intento è quello di far risaltare il soggetto a fuoco, isolandolo dallo sfondo sfocato. Lo schiacciamento introdotto dal teleobiettivo, tende ad addolcire i tratti del viso, con un effetto estetico generalmente apprezzabile. E per la possibilità di isolare facilmente il soggetto dallo sfondo, viene molto apprezzato anche nella fotografia di moda o di figura.

### Il mosso
Proprio a causa dell'ingrandimento, il teleobiettivo richiede tempi più veloci o una maggiore stabilità per evitare il mosso e/o il micromosso. Per il supertele, in molti casi, l'uso di un monopiede è ideale, oppure può essere indispensabile un treppiede o supporto analogo, con testa gimbal. Per lo stesso motivo, con i tele e i supertele si preferisce normalmente usare pellicole veloci, o, nella fotografia digitale, un valore di sensibilità del sensore più elevata, per esempio sopra i 400 ISO. 
Per evitare il mosso a mano libera si consiglia di usare tempi di posa inferiori al reciproco della focale equivalente al formato 24x36. Ad esempio, per un 200 mm non è bene scendere al di sotto di 1/250 - che dovrebbe diventare 1/300 o più veloce, se l'obiettivo è usato con una fotocamera digitale con sensore APS-C. 
Per ridurre gli inconvenienti del mosso, negli ultimi anni sono stati messi a punto sistemi elettronici per la riduzione delle vibrazioni, basati su sensori che percepiscono i movimenti delle mani e li compensano mediante attuatori. Questi dispositivi originariamente agivano solo all'interno dell'obiettivo, spostando un gruppo ottico dedicato. In molte fotocamere digitali di alcuni produttori, recentemente, è stata implementata la stabilizzazione mediante movimenti compensativi del sensore stesso. E su alcune fotocamere digitali compatte, la compensazione è effettuata elettronicamente utilizzando un sensore di dimensioni leggermente maggiori, che permette di traslare l'area di lettura senza la necessità di movimenti meccanici.